# اوکتیل سالیسیلات
اوکتیل سالیسیلات (به انگلیسی: Octyl salicylate) با فرمول شیمیایی C۱۵H۲۲O۳ یک ترکیب شیمیایی با شناسه پاب‌کم ۶۲۶۲۴ است. که جرم مولی آن ۲۵۰٫۳۳ g/mol می‌باشد. 